# Мраморная амбистома
Мраморная амбистома (лат. Ambystoma opacum) — вид амбистомовых, встречающийся в восточной части США.

## Описание
Мраморная амбистома — крепко сложенная, коренастая саламандра с яркими полосами. У самок полосы скорее серые, у самцов они белее. Взрослые особи вырастают до 11 см, что немного по сравнению с другими представителями рода. Как и большинство амбистомовых, они живут скрытно, проводя большую часть жизни под брёвнами или в норах. Чаще всего этих животных можно видеть во время их осенней миграции к прудам, где они размножаются.

## Среда обитания и ареал
Мраморные амбистомы встречаются в восточной части США, от юга Новой Англии до севера Флориды, на запад доходят до Иллинойса и Техаса. Их находили также и в Нью-Гэмпшире, хотя там было обнаружено только 2 особи.
Обитают во влажных лесах, в местах с мягкой и влажной почвой. Для размножения им необходимы сезонно затопляемые пространства, но взрослые саламандры обычно в воду не входят.

## Жизненный цикл
Взрослые большую часть жизни проводят в почве, опавших листьях, но в сезон размножения выходят по ночам на поверхность. Взрослые выходят на поверхность в основном в дождливую погоду и/или когда идёт первый осенний снег. Размножаются осенью, обычно с сентября по декабрь. Самки помещают икринки группами до 120 штук под брёвна или в заросли растительности в низких местах, которые скорее всего затопит во время зимних дождей. Самка выкапывает в мягкой почве небольшое углубление и откладывает туда икринки. Если идут дожди, то личинки вылупляются той же осенью или зимой. Однако они могут и перезимовать, чтобы вылупиться только весной. Личинки вылупляются сразу же после того, как гнездо затопит. Они имеют преимущество в размере перед личинками саламандры Джефферсона и пятнистой саламандры, так как начинают питаться и расти на несколько месяцев раньше. Личинки мраморной амбистомы обычно претерпевают метаморфоз в возрасте 2 месяцев в южных частях ареала, но на севере ареала могут оставаться личинками до полугода. Как и другие виды рода, мраморные амбистомы живут относительно долго, 8-10 лет и более (Тэйлор и Скотт, 1997).

## Питание
Взрослые едят наземных беспозвоночных: червей, насекомых, многоножек, улиток, слизней. Личинки поедают мелких водных животных (пресноводный зоопланктон), но более крупные особи могут также есть личинок и яйца других амфибий.